# 마스터 건담
마스터 건담(영어: Master Gundam, 일본어: マスターガンダム)은 1994년에 방영된 TV 애니메이션 《기동무투전 G 건담》에 등장하는 모빌 파이터(MF)로 분류되는 가공의 유인 조종식 인간형 로봇 병기이다.
제13회 건담 파이트에서 동방불패 마스터 아시아가 탑승하는 네오 홍콩 대표 모빌 파이터(MF)이다(대회 등록번호: GF13-001NHII).
메카닉 디자인은 카토키 하지메가 담당하였다.

## 같이 보기
- 기동무투전 G 건담
- 갓 건담